# NGC 3543
NGC 3543 é uma galáxia espiral (Sc) localizada na direcção da constelação de Ursa Major. Possui uma declinação de +61° 20' 49" e uma ascensão recta de 11 horas, 10 minutos e 56,5 segundos.
A galáxia NGC 3543 foi descoberta em 9 de Abril de 1793 por William Herschel.